# کارلوس نایت
کارلوس نایت (انگلیسی: Carlos Knight؛ زادهٔ ۲۲ اکتبر ۱۹۹۳) یک هنرپیشه اهل ایالات متحده آمریکا است. وی از سال ۲۰۰۶ میلادی تاکنون مشغول فعالیت بوده‌است.